# Tượng Columbo (Budapest)

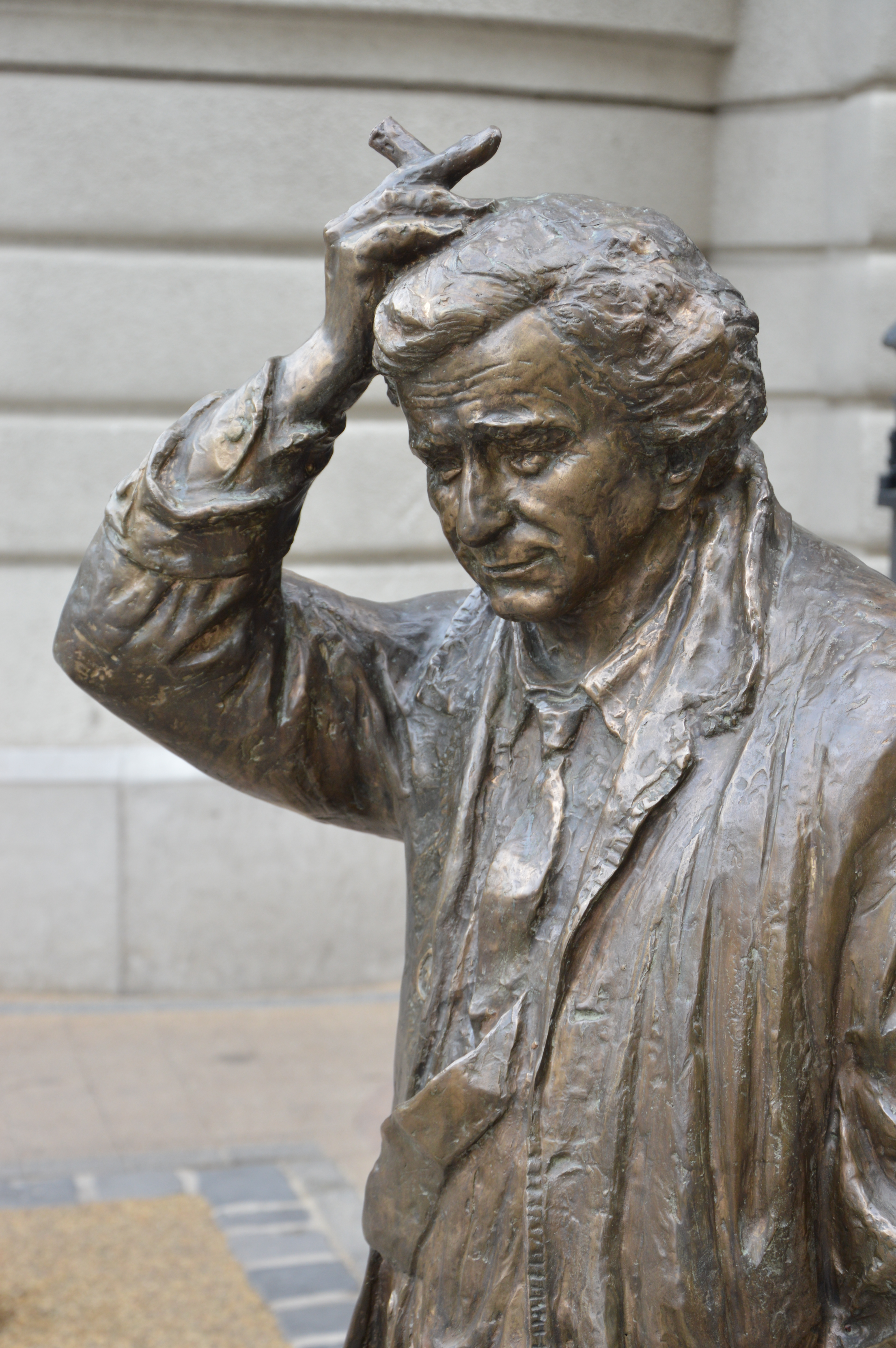
Tượng Columbo của Géza Dezső Fekete

Tượng Columbo là một bức tượng bằng đồng có kích thước như người thật, đặt trên phố Falk Miksa, thủ đô Budapest. Bức tượng mô tả Peter Falk trong vai thám tử cảnh sát Columbo. Đi kèm phía dưới chân bức tượng là một bức tượng nhỏ hơn: chú chó của người thám tử. Cả hai bức tượng đều là tác phẩm của nhà điêu khắc Géza Dezső Fekete, dựng lên vào năm 2014 trong dự án đổi mới đô thị do nhà nước tài trợ.
Bức tượng được lắp đặt vào năm 2014 với chi phí ước tính khoảng 63.000 đô la. Bức tượng thám tử cảnh sát bằng đồng là một phần của dự án đổi mới tổng thể trong khu vực.
Theo nhiều nhà nghiên cứu, nam diễn viên Peter Falk có thể có liên quan đến Miksa Falk (nhân vật chính trị người Hungary, sống ở thế kỷ 19, được lấy để đặt tên cho con phố nơi dựng tượng). Mặc dù mối liên hệ này vẫn chưa được chứng minh nhưng Peter Falk có tổ tiên sống tại Hungary, cả Peter Falk và Miksa Falk đều là người Do Thái, nhưng dòng họ diễn viên Peter Falk không có mối liên quan nào với dòng họ Miksa Falk.
Một số người cũng đã đặt ra câu hỏi về thời gian lắp đặt bức tượng. Peter Falk qua đời vào năm 2011, có nghĩa là việc đặt tượng để kỷ niệm sự ra đi của cố diễn viên không có mấy ý nghĩa. Nhiều người tin rằng bức tượng được công bố trong thời điểm nhạy cảm nhằm thu hút phiếu bầu cử tri khi cuộc bầu cử cận kề.

## Một số hình ảnh

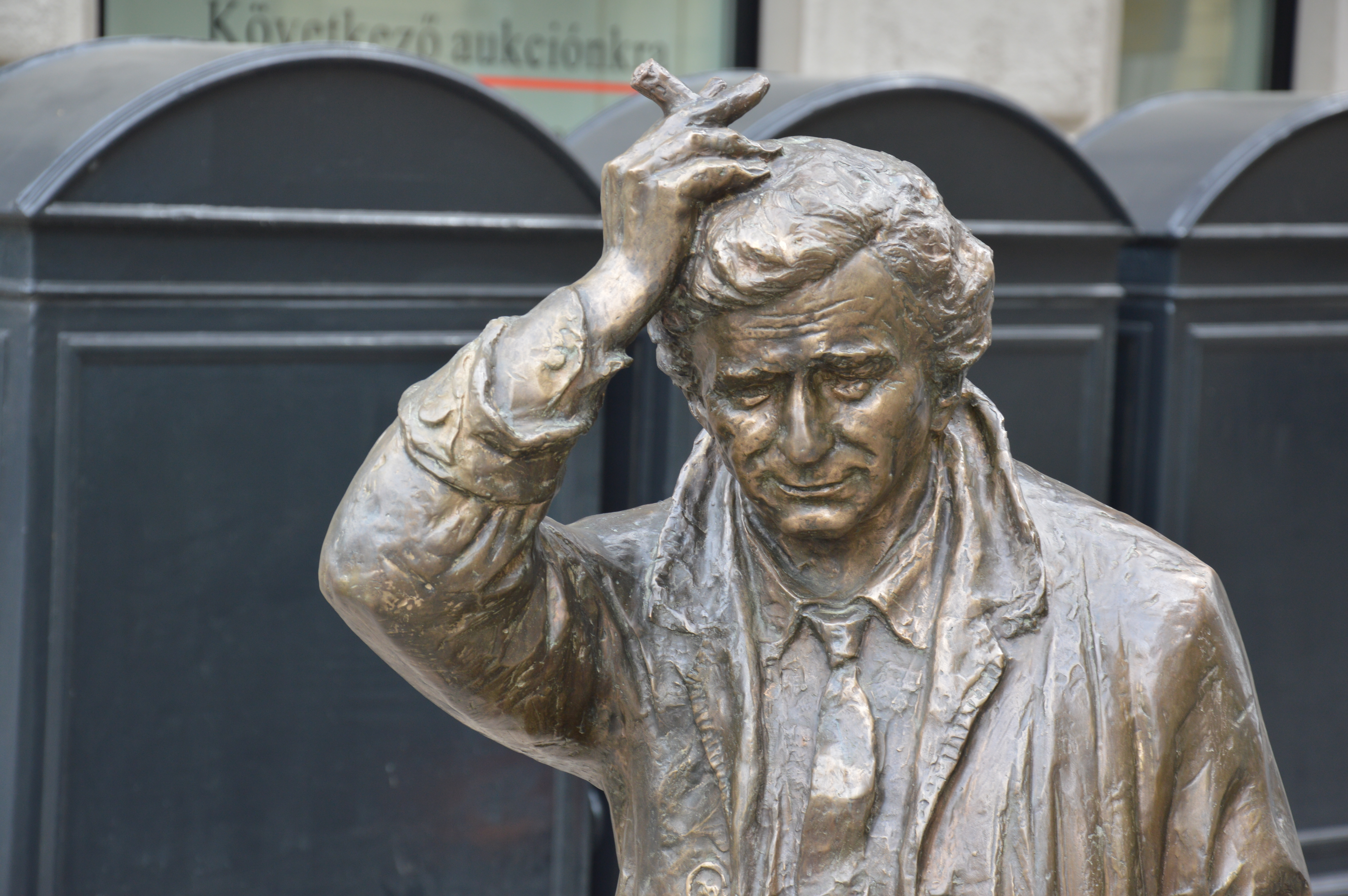
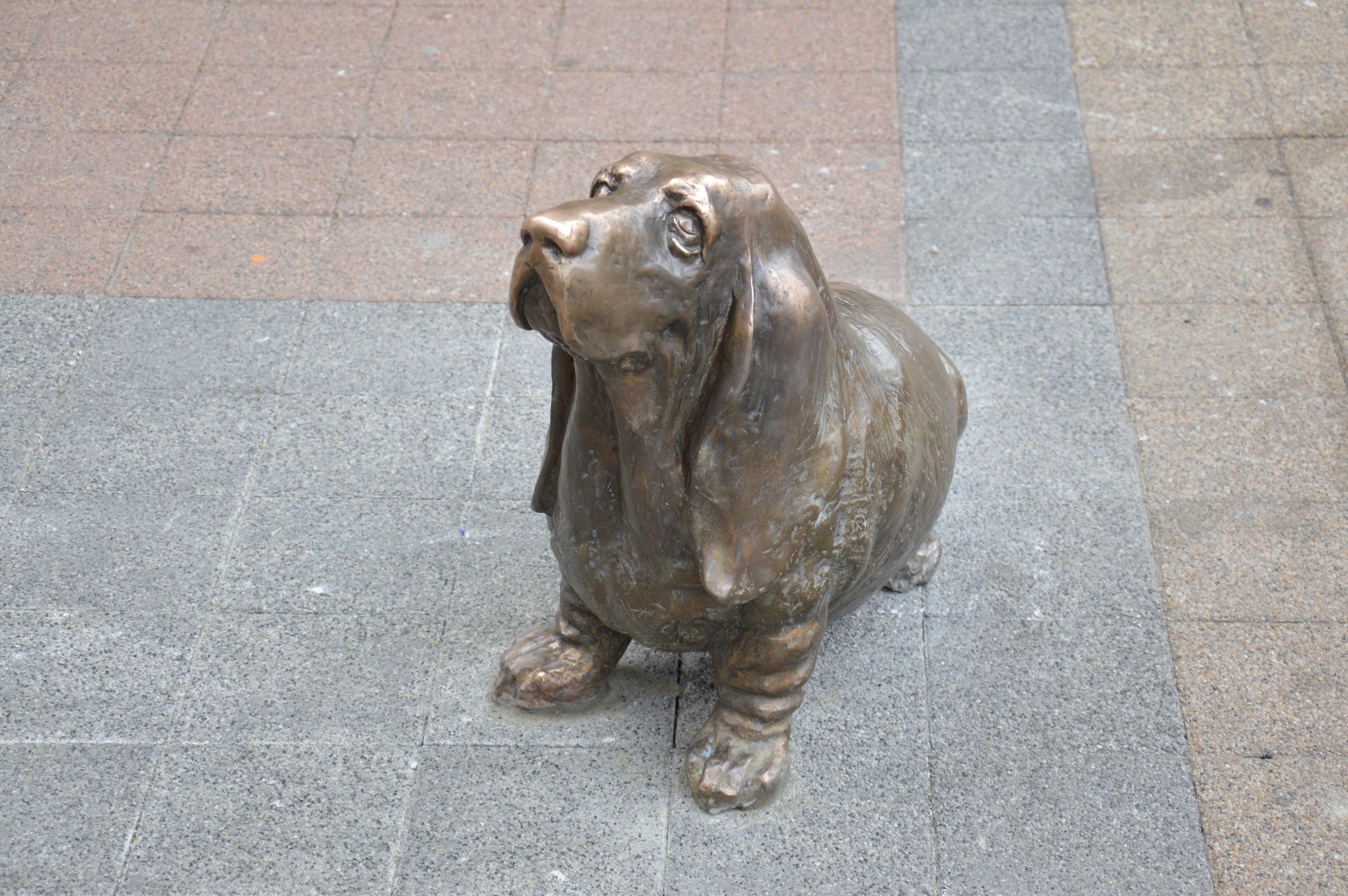
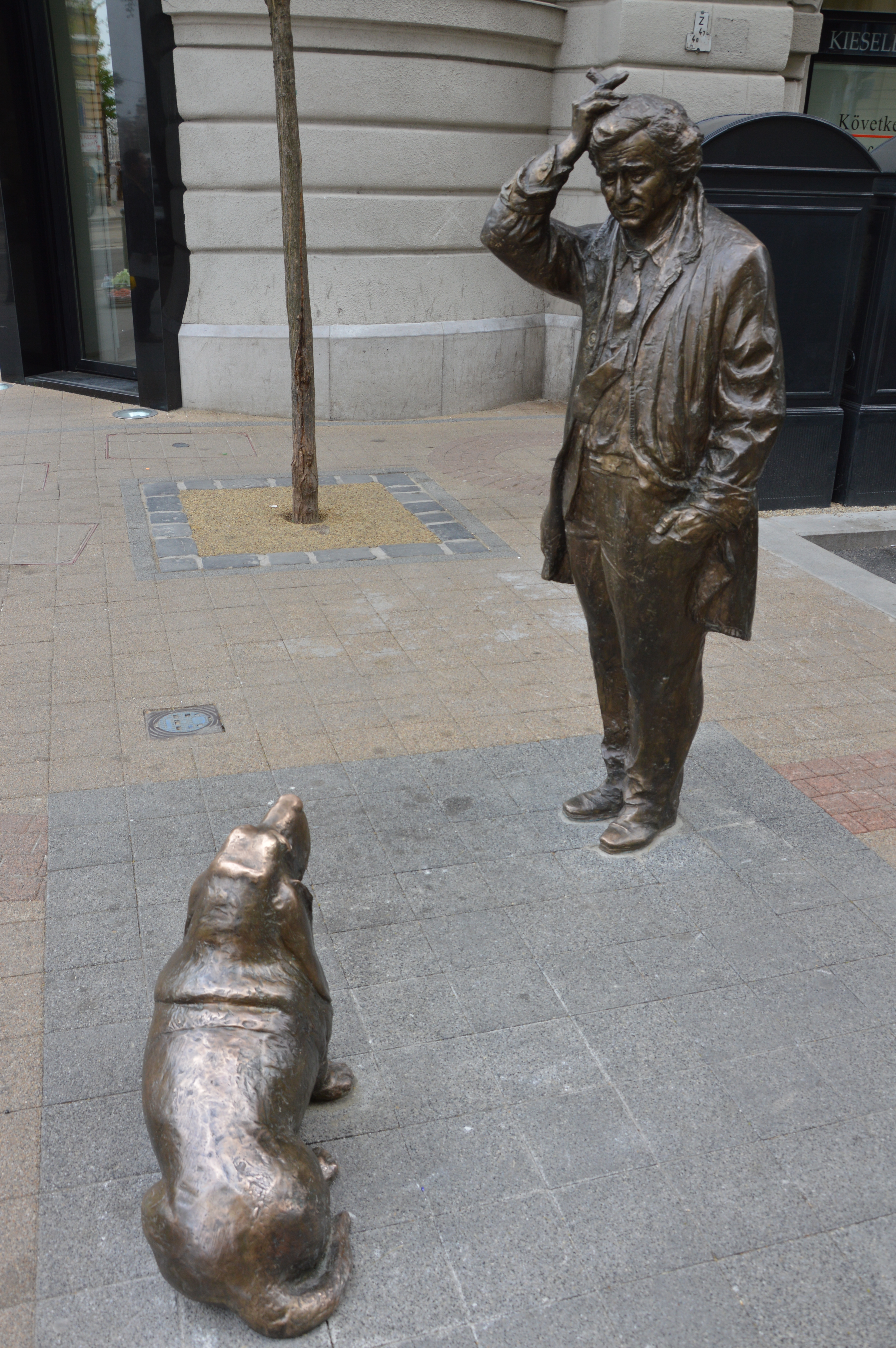